# NGC 6549
NGC 6549 este o galaxie spirală situată în constelația Hercule. A fost descoperită în 27 iulie 1864 de către Albert Marth.